# Herman Smorenburg
Herman Smorenburg (Alkmaar, 7 juni 1958) is een Nederlands kunstschilder. 

## Biografie

### Jeugd en opleiding
Smorenburg groeide op in een gezin met twee broers en een zus. Na het voltooien van de lerarenopleiding in Amsterdam vertrok hij naar Engeland. Hier ontmoet Smorenburg zijn vrouw met wie hij, na terugkomst in Nederland, vier kinderen krijgt. Na zijn verblijf in Engeland volgde hij een loopbaan in het voortgezet onderwijs en een carrière als fantastisch-realistisch kunstschilder.

### Schilderstijl
Vanaf zijn jeugd wordt Smorenburg geïnspireerd door de wereld van de mythologie, fantasie en droom en een fascinatie voor de surrealistische beelden van o.a. Salvador Dali, Johfra, Carel Willink. Zijn werk is beïnvloed door de Prerafaëlieten, het symbolisme, maar ook het magisch realisme van de twintigste eeuw en het hedendaagse fantastisch realisme.
Smorenburg werkt volgens de klassieke methode van het gelaagd schilderen.